# Paul Costello
Paul Vincent Costello (Philadelphia (Pennsylvania), 27 december 1894 - aldaar, 17 april 1986) was een Amerikaans roeier. Hij deed voor het eerst mee aan de Olympische Zomerspelen 1920 en won de gouden medaille in de dubbel-twee samen met John Brendan Kelly. Samen prolongeerden ze deze olympische titel in 1924. Costello nam samen met Charles McIlvaine deel in de dubbel-twee aan de Olympische Zomerspelen 1928 en won wederom de gouden medaille in de dubbel-twee. Hiermee was Costello de eerste roeier die driemaal goud won in één discipline.

## Resultaten
- Olympische Zomerspelen 1920 in Antwerpen  in de dubbel-twee
- Olympische Zomerspelen 1924 in Parijs  in de dubbel-twee
- Olympische Zomerspelen 1928 in Amsterdam  in de dubbel-twee

1904: John Mulcahy & William Varley ·
1920: Paul Costello & John B. Kelly, Sr. ·
1924: Paul Costello & John B. Kelly, Sr. ·
1928: Paul Costello & Charles McIlvaine ·
1932: Kenneth Myers & Garrett Gilmore ·
1936: Jack Beresford & Leslie Southwood ·
1948: Richard Burnell & Bert Bushnell ·
1952: Tranquilo Cappozzo & Eduardo Guerrero ·
1956: Aleksandr Berkoetov & Joeri Tjoekalov ·
1960: Václav Kozák & Pavel Schmidt ·
1964: Oleg Tjoerin & Boris Doebrovsky ·
1968: Anatoli Sass & Aleksandr Timosjinin ·
1972: Aleksandr Timosjinin & Gennadi Korsjikov ·
1976: Frank Hansen & Alf Hansen ·
1980: Joachim Dreifke & Klaus Kröppelien ·
1984: Bradley Lewis & Paul Enquist ·
1988: Nico Rienks & Ronald Florijn ·
1992: Stephen Hawkins & Peter Antonie ·
1996: Agostino Abbagnale & Davide Tizzano ·
2000: Luka Špik & Iztok Čop ·
2004: Sébastien Vieilledent & Adrien Hardy ·
2008: David Crawshay & Scott Brennan ·
2012: Nathan Cohen & Joseph Sullivan  ·
2016: Martin Sinković & Valent Sinković ·
2020: Hugo Boucheron & Matthieu Androdias  ·
2024: Andrei Cornea & Marian Enache